# Salinamexus reticulatus
Salinamexus reticulatus är en skalbaggsart som först beskrevs av Moore och Legner 1977.  Salinamexus reticulatus ingår i släktet Salinamexus och familjen kortvingar. Inga underarter finns listade i Catalogue of Life.